# Coll del Pou de la Neu

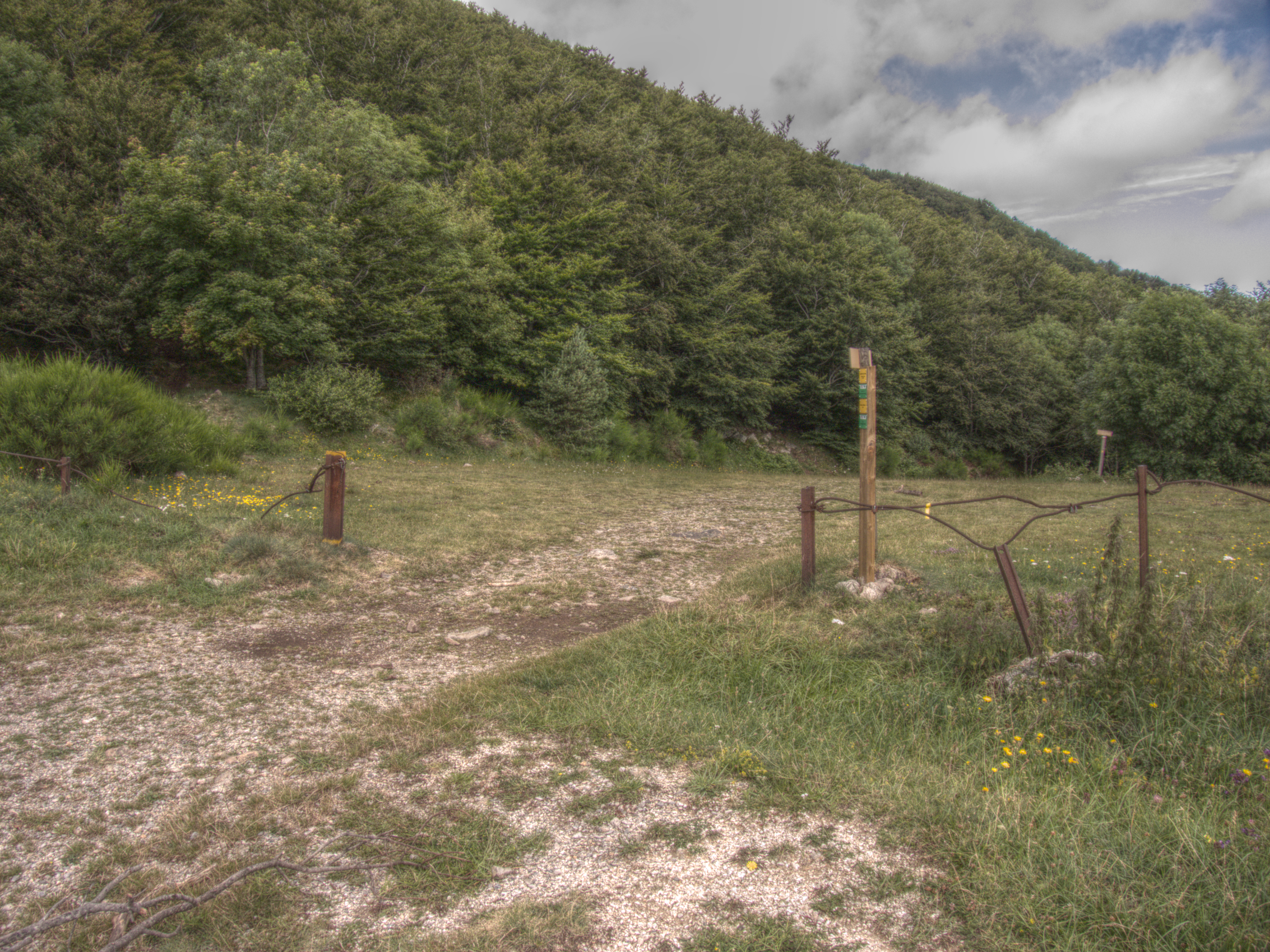
El coll, amb la fita

El Coll del Pou de la Neu és un coll de muntanya de 1.239,5 m alt de la carena dels Pirineus a cavall dels termes municipal de Maçanet de Cabrenys, de la comarca de l'Alt Empordà, i comunal de Ceret, a la del Vallespir, de la Catalunya del Nord.
És a l'extrem meridional del terme ceretà i al septentrional del de Maçanet de Cabrenys, al sud-oest del Roc del Pou de la Neu i a llevant del Ras Moixer.
Rep aquest nou pel Pou de la Neu que hi ha a prop a llevant del coll.
Es tracta d'un coll per on passen freqüentment rutes d'excursionisme a peu o en bicicleta de muntanya, tot i que per a les darreres, presenta alguns trams no ciclables (i cal baixar de la bicicleta i fer-los a peu).